# Военно-морское министерство США
Военно-морское министерство США/Главное управление ВМС (англ. United States Department of the Navy) (DON) — одно из основных управлений видов вооружённых сил, входящих в структуру министерства обороны США, в ведении которого находятся военно-морские силы США (ВМС США) и Корпус морской пехоты США (КМП США). С административной точки зрения ГУ ВМС входит в состав Министерства обороны США, то есть, не является самостоятельным министерством в аппарате правительства, однако начальник ГУ ВМС де-юре имеет ранг министра без портфеля (де-факто являясь заместителем министра обороны). Начальник ГУ (министр) ВМС является гражданским руководителем ВМС, находясь в непосредственном подчинении министра обороны США.
Предшественником ГУ ВМС США являлся независимый правительственный орган США — Министерство ВМС, учреждённое указом Конгресса США от 30 апреля 1798 года. Изначально министр ВМС входил в кабинет министров наравне с военным министром. По Закону о национальной безопасности 1947 года военно-морское и военное министерства было слиты в единое военное ведомство, которое в 1949 году было переименовано в Министерство обороны (МО) США.
Большая часть аппарата, оперативных отделов и управлений ГУ ВМС расквартированы в г. Вашингтон (столичный округ Колумбия), в штаб-квартире МО США в/ч «Пентагон». ГУ ВМС занимается набором и обучением личного состава и гражданского персонала ВМС США, организацией, снабжением, экипировкой, обучением, организационными вопросами формирования и расформирования частей и подразделений ВМС США и КМП США.
В ведении технических отделов и служб ГУ ВМС также находятся вопросы военного судо- и кораблестроения, закупки, ремонта и модернизации кораблей и вспомогательных судов ВМС, вопросы разработки и закупки материальной части авиации ВМС, технических средств и инженерных сооружений ВМС и Береговой охраны США.

## Руководство ГУ ВМС США

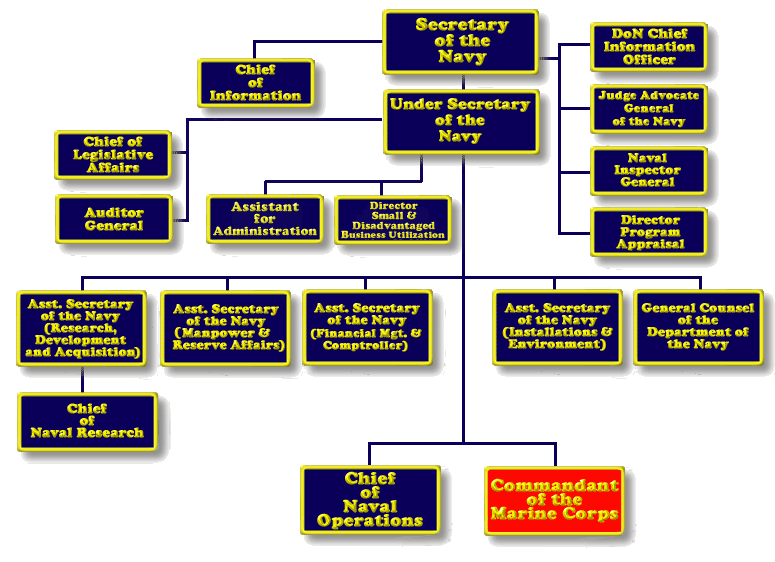
Организационно-штатная структура ГУ ВМС США (на 2006 г.)

### Гражданское руководство ГУ ВМС
Главное управление ВМС возглавляет гражданский министр ВМС с секретариатом, который находится в непосредственном подчинении у гражданского министра обороны, но по положению частично приравнен к самостоятельным членам кабинета, и по некоторым вопросам (как член кабинета) непосредственно подотчётен президенту США. Министр ВМС и его заместители назначаются президентом с последующим утверждением назначений Сенатом.
В гражданский аппарат руководства ГУ ВМС (секретариат министерства) входят:
- первый заместитель министра
- четыре помощника министра
- советник министра по правовым вопросам

### Военное руководство ГУ ВМС
Как во всех Главных управлениях видов вооружённых сил, также входящих в состав Министерства обороны США (ГУ сухопутных войск и ГУ военно-воздушных сил), в подчинении ГУ ВМС США находится вид вооружённых сил: ВМС США и КМП США находится в подчинении ВМС США
Военный аппарат ГУ ВМС МО США включает в себя
- Главнокомандующего ВМС и его аппарат
- Главнокомандующего КМП США и его аппарат

Главкомы родов войск (Главком ВМС и Главком КМП США с подчинённым им военно-административным аппаратом) осуществляют военное руководство ГУ ВМС и общее командование подчинёнными ему частями и соединениями ВС США, каждый в сфере своей ответственности. Оба главкома входят в состав Объединённого комитета начальников штабов (ОКНШ) и осуществляют непосредственное руководство аппаратом штабных и военно-административных служб ГУ ВМС.

## Состав
Кроме ВМС США и КМП США отдельными (но второстепенными относительно ВМС и КМП) родами войск, находящимися в подчинении ГУ ВМС МО США, являются:
- Авиация ВМС США
- Береговая охрана США, осуществляющая охрану морской границы США и контроль за территориальными водами США.